# Gige, Somogy
Gige  este un sat în districtul Kaposvár, județul Somogy, Ungaria, având o populație de 381 de locuitori (2011). 

## Demografie
Componența etnică a satului Gige
     Maghiari (65,77%)
     Romi (33,46%)
     Germani (0,77%)
Componența confesională a satului Gige
     Romano-catolici (71,92%)
     Reformați (13,65%)
     Fără religie (2,89%)
     Necunoscută (11,55%)
Conform recensământului din 2011, satul Gige avea 381 de locuitori. Din punct de vedere etnic, majoritatea locuitorilor (65,77%) erau maghiari, cu o minoritate de romi (33,46%).  Din punct de vedere confesional, majoritatea locuitorilor (71,92%) erau romano-catolici, existând și minorități de reformați (13,65%) și persoane fără religie (2,89%). Pentru 11,55% din locuitori nu este cunoscută apartenența confesională.